# Myśliczek

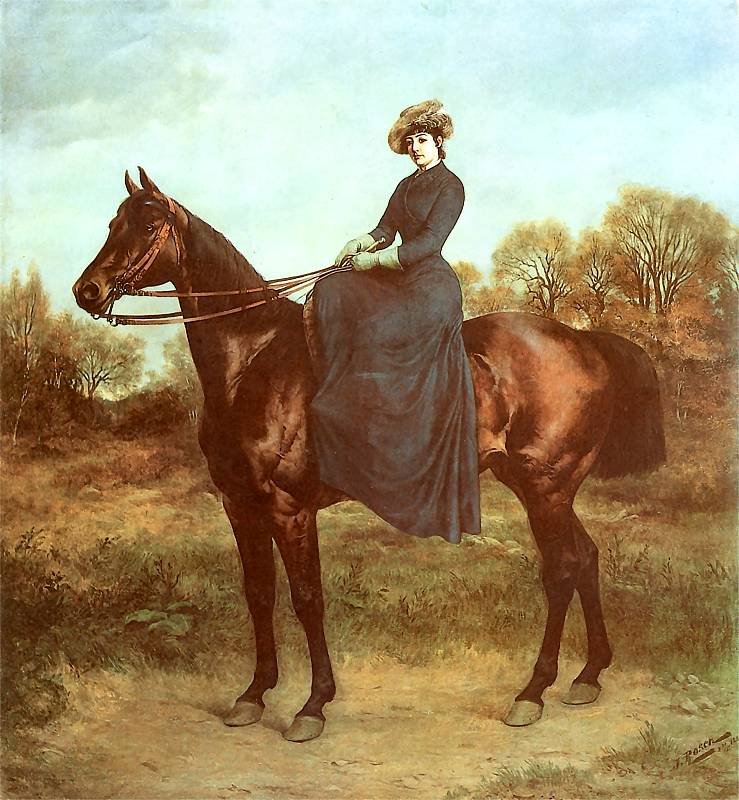
Kobieta w amazonce

Myśliczek, inaczej  kawalerka, amazonka (niem. Amazone, fr. amazone, „kobieta-jeździec”) – ubiór kobiecy do konnej jazdy, używany głównie na polowaniach.

## Historia
Kobiecy ubiór do jazdy konnej pojawił się w XVII w. we Francji. Pierwotnie składał się z szerokiej spódnicy nakładanej na męskie spodnie do konnej jazdy oraz koszuli i kamizelki wzorowanych na męskich. Na wierzch ubierano żakiet, w końcu XVII w. czerwono-niebieski z galonami, od połowy XVIII w. był to frak w stonowanych kolorach (np. zielony lub brązowy), od połowy XIX w. rajtrok. Do ubioru zakładano wysokie buty z cholewkami i męski kapelusz (w XVIII w. trikorn, potem cylinder).

## Amazonka do jazdy konnej po męsku
Amazonka współcześnie składa się z rajtroka (żakietu do jazdy konnej), wzorowanego na męskim, oraz spódnicy. Spódnica taka powinna sięgać ziemi kiedy kobieta stoi. Jest ona szyta na „ponad planie koła”, ponieważ kiedy kobieta siada na konia, spódnica rozkłada się na koniu. Spódnica taka powinna być wyposażona w zapięcie, które kiedy kobieta chodzi spina nadmiar materiału w talii, co uniemożliwia plątanie się fałd materiału dookoła nóg. Drugą wersją spódnicy do jazdy konnej po męsku jest spódnica wąska, ale rozpinana do samej góry z przodu lub z tyłu, dzięki czemu nie podwija się podczas jazdy, tylko odpowiednio układa na nogach kobiety.

## Amazonka do jazdy konnej po damsku
Do jazdy konnej po damsku kobieta także wkłada żakiet wzorowany na męskim. Spódnica może być również szyta na planie koła, jednak wygodniejszy jest „spódnico-fartuch”. Strój taki zakrywa nogi, które znajdują się po lewej stronie konia, oraz sięga siodła z prawej strony, jednak nie plącze się między amazonką a siodłem. Ten typ spódnicy jest wymagany na współczesnych zawodach w jeździe konnej po damsku.

## Nakrycie głowy
Współcześnie kobiety jeżdżące w amazonkach do skoków wkładają kaski lub toczki z atestem, a do ujeżdżenia i jazd rekreacyjnych cylindry lub meloniki. Jeżeli ich amazonka jest stylizowana na historyczną, dobierają do niej odpowiedni kapelusz.

## Zasady wyglądu amazonki
Współczesne kobiety najczęściej wybierają amazonki stylizowane na przedwojenne. Obowiązuje kilka zasad. Klasyczna amazonka powinna być szara, granatowa, czarna, ewentualnie ciemnozielona bądź w szkocką kratę. Jeżeli jazda odbywa się rano, kobieta wkłada melonik z woalką oraz krawat, a jeżeli jazda odbywa się po południu, kobieta wkłada czarny cylinder z woalką oraz jedwabny, biały plastron. Można również jeździć w innych amazonkach, np. stylizowanych na historyczne.